# Eerste divisie 1987/88 (nacompetitie)/Wedstrijden
Het Nederlandse Eerste divisie voetbal uit het seizoen 1987/88 kende aan het einde van de reguliere competitie een nacompetitie. De vier periodekampioenen streden om promotie naar de Eredivisie.
Winnaar van deze zestiende editie werd MVV.

## Speelronde 1
|                   |                  |       |                 |                                                                                  |
| 21 mei 1988 19:30 | RBC              | 1 – 1 | De Graafschap   | Stadion: De Luiten, Roosendaal Toeschouwers: 2.900 Scheidsrechter: Chris Verhoef |
| 21 mei 1988 19:30 | Gerrie Voets 29' |       | 15' Jos van Eck | Stadion: De Luiten, Roosendaal Toeschouwers: 2.900 Scheidsrechter: Chris Verhoef |
| 21 mei 1988 19:30 |                  |       |                 | Stadion: De Luiten, Roosendaal Toeschouwers: 2.900 Scheidsrechter: Chris Verhoef |
| 21 mei 1988 19:30 |                  |       |                 | Stadion: De Luiten, Roosendaal Toeschouwers: 2.900 Scheidsrechter: Chris Verhoef |
|                   |                  |       |                 |                                                                                  |

|                   |                |       |     |                                                                                      |
| 21 mei 1988 19:30 | Vitesse        | 1 – 0 | MVV | Stadion: Nieuw-Monnikenhuize, Arnhem Toeschouwers: 3.000 Scheidsrechter: Jan Dolstra |
| 21 mei 1988 19:30 | Mike Small 72' |       |     | Stadion: Nieuw-Monnikenhuize, Arnhem Toeschouwers: 3.000 Scheidsrechter: Jan Dolstra |
| 21 mei 1988 19:30 |                |       |     | Stadion: Nieuw-Monnikenhuize, Arnhem Toeschouwers: 3.000 Scheidsrechter: Jan Dolstra |
| 21 mei 1988 19:30 |                |       |     | Stadion: Nieuw-Monnikenhuize, Arnhem Toeschouwers: 3.000 Scheidsrechter: Jan Dolstra |
|                   |                |       |     |                                                                                      |

## Speelronde 2
|                   |                    |       |               |                                                                                |
| 23 mei 1988 18:00 | De Graafschap      | 1 – 1 | Vitesse       | Stadion: De Vijverberg, Doetinchem Toeschouwers: 7.000 Scheidsrechter: Ed Blom |
| 23 mei 1988 18:00 | John Leeuwerik 77' |       | 1' Anne Evers | Stadion: De Vijverberg, Doetinchem Toeschouwers: 7.000 Scheidsrechter: Ed Blom |
| 23 mei 1988 18:00 |                    |       |               | Stadion: De Vijverberg, Doetinchem Toeschouwers: 7.000 Scheidsrechter: Ed Blom |
| 23 mei 1988 18:00 |                    |       |               | Stadion: De Vijverberg, Doetinchem Toeschouwers: 7.000 Scheidsrechter: Ed Blom |
|                   |                    |       |               |                                                                                |

|                   |                                                              |       |     |                                                                                         |
| 23 mei 1988 18:00 | MVV                                                          | 3 – 0 | RBC | Stadion: De Geusselt, Maastricht Toeschouwers: 2.500 Scheidsrechter: Ignace van Swieten |
| 23 mei 1988 18:00 | Hans Vincent 8' Reginald Thal 23' John van Gastel 88' (e.d.) |       |     | Stadion: De Geusselt, Maastricht Toeschouwers: 2.500 Scheidsrechter: Ignace van Swieten |
| 23 mei 1988 18:00 |                                                              |       |     | Stadion: De Geusselt, Maastricht Toeschouwers: 2.500 Scheidsrechter: Ignace van Swieten |
| 23 mei 1988 18:00 |                                                              |       |     | Stadion: De Geusselt, Maastricht Toeschouwers: 2.500 Scheidsrechter: Ignace van Swieten |
|                   |                                                              |       |     |                                                                                         |

## Speelronde 3
|                   |                                          |       |                   |                                                                                         |
| 26 mei 1988 19:30 | MVV                                      | 2 – 1 | De Graafschap     | Stadion: De Geusselt, Maastricht Toeschouwers: 2.000 Scheidsrechter: Chris van der Laar |
| 26 mei 1988 19:30 | Reginald Thal 21' Alfons Arts 41' (pen.) |       | 52' Ton Rosendaal | Stadion: De Geusselt, Maastricht Toeschouwers: 2.000 Scheidsrechter: Chris van der Laar |
| 26 mei 1988 19:30 |                                          |       |                   | Stadion: De Geusselt, Maastricht Toeschouwers: 2.000 Scheidsrechter: Chris van der Laar |
| 26 mei 1988 19:30 |                                          |       |                   | Stadion: De Geusselt, Maastricht Toeschouwers: 2.000 Scheidsrechter: Chris van der Laar |
|                   |                                          |       |                   |                                                                                         |

|                   |         |                                         |     |                                                                                         |
| 26 mei 1988 19:30 | Vitesse | 0 – 3                                   | RBC | Stadion: Nieuw-Monnikenhuize, Arnhem Toeschouwers: 3.500 Scheidsrechter: Jaap Uilenberg |
| 26 mei 1988 19:30 |         | 2', 74' Johan Molenaar 60' Gerrie Voets |     | Stadion: Nieuw-Monnikenhuize, Arnhem Toeschouwers: 3.500 Scheidsrechter: Jaap Uilenberg |
| 26 mei 1988 19:30 |         |                                         |     | Stadion: Nieuw-Monnikenhuize, Arnhem Toeschouwers: 3.500 Scheidsrechter: Jaap Uilenberg |
| 26 mei 1988 19:30 |         |                                         |     | Stadion: Nieuw-Monnikenhuize, Arnhem Toeschouwers: 3.500 Scheidsrechter: Jaap Uilenberg |
|                   |         |                                         |     |                                                                                         |

## Speelronde 4
|                   |               |       |                                                                 |                                                                                          |
| 29 mei 1988 18:00 | De Graafschap | 1 – 3 | MVV                                                             | Stadion: De Vijverberg, Doetinchem Toeschouwers: 4.700 Scheidsrechter: John Blankenstein |
| 29 mei 1988 18:00 | Hans Oonk 51' |       | 18' Huub Driessen 85' (pen.) Alfons Arts 90' Erwin Vanderbroeck | Stadion: De Vijverberg, Doetinchem Toeschouwers: 4.700 Scheidsrechter: John Blankenstein |
| 29 mei 1988 18:00 |               |       |                                                                 | Stadion: De Vijverberg, Doetinchem Toeschouwers: 4.700 Scheidsrechter: John Blankenstein |
| 29 mei 1988 18:00 |               |       |                                                                 | Stadion: De Vijverberg, Doetinchem Toeschouwers: 4.700 Scheidsrechter: John Blankenstein |
|                   |               |       |                                                                 |                                                                                          |

|                   |                     |       |                                                                    |                                                                                      |
| 29 mei 1988 18:00 | RBC                 | 1 – 5 | Vitesse                                                            | Stadion: De Luiten, Roosendaal Toeschouwers: 3.800 Scheidsrechter: Jaap van der Niet |
| 29 mei 1988 18:00 | Theo Bos 66' (e.d.) |       | 11', 20', 59' Ricky Talan 36' Mike Small 75' (pen.) Martin Laamers | Stadion: De Luiten, Roosendaal Toeschouwers: 3.800 Scheidsrechter: Jaap van der Niet |
| 29 mei 1988 18:00 |                     |       |                                                                    | Stadion: De Luiten, Roosendaal Toeschouwers: 3.800 Scheidsrechter: Jaap van der Niet |
| 29 mei 1988 18:00 |                     |       |                                                                    | Stadion: De Luiten, Roosendaal Toeschouwers: 3.800 Scheidsrechter: Jaap van der Niet |
|                   |                     |       |                                                                    |                                                                                      |

## Speelronde 5
|                   |                    |       |                                         |                                                                                  |
| 2 juni 1988 19:30 | RBC                | 1 – 3 | MVV                                     | Stadion: De Luiten, Roosendaal Toeschouwers: 2.500 Scheidsrechter: Wim Egbertzen |
| 2 juni 1988 19:30 | Victor Tebbens 64' |       | 72', 74' Hans Vincent 87' Frank Verbeek | Stadion: De Luiten, Roosendaal Toeschouwers: 2.500 Scheidsrechter: Wim Egbertzen |
| 2 juni 1988 19:30 |                    |       |                                         | Stadion: De Luiten, Roosendaal Toeschouwers: 2.500 Scheidsrechter: Wim Egbertzen |
| 2 juni 1988 19:30 |                    |       |                                         | Stadion: De Luiten, Roosendaal Toeschouwers: 2.500 Scheidsrechter: Wim Egbertzen |
|                   |                    |       |                                         |                                                                                  |

|                   |                |       |                                                      |                                                                                     |
| 2 juni 1988 19:30 | Vitesse        | 1 – 3 | De Graafschap                                        | Stadion: Nieuw-Monnikenhuize, Arnhem Toeschouwers: 4.500 Scheidsrechter: Bep Thomas |
| 2 juni 1988 19:30 | Anne Evers 78' |       | 6' Jeroen Boere 7' John Leeuwerik 88' Frank Lukassen | Stadion: Nieuw-Monnikenhuize, Arnhem Toeschouwers: 4.500 Scheidsrechter: Bep Thomas |
| 2 juni 1988 19:30 |                |       |                                                      | Stadion: Nieuw-Monnikenhuize, Arnhem Toeschouwers: 4.500 Scheidsrechter: Bep Thomas |
| 2 juni 1988 19:30 |                |       |                                                      | Stadion: Nieuw-Monnikenhuize, Arnhem Toeschouwers: 4.500 Scheidsrechter: Bep Thomas |
|                   |                |       |                                                      |                                                                                     |

## Speelronde 6
|                   |               |       |                                                 |                                                                                      |
| 4 juni 1988 19:30 | De Graafschap | 1 – 2 | RBC                                             | Stadion: De Vijverberg, Doetinchem Toeschouwers: 2.250 Scheidsrechter: Roelof Luinge |
| 4 juni 1988 19:30 | Hans Oonk 84' |       | 41' Dirk van der Laan 52' Marlon van der Sander | Stadion: De Vijverberg, Doetinchem Toeschouwers: 2.250 Scheidsrechter: Roelof Luinge |
| 4 juni 1988 19:30 |               |       |                                                 | Stadion: De Vijverberg, Doetinchem Toeschouwers: 2.250 Scheidsrechter: Roelof Luinge |
| 4 juni 1988 19:30 |               |       |                                                 | Stadion: De Vijverberg, Doetinchem Toeschouwers: 2.250 Scheidsrechter: Roelof Luinge |
|                   |               |       |                                                 |                                                                                      |

|                   |                                                                            |       |                                        |                                                                                    |
| 4 juni 1988 19:30 | MVV                                                                        | 6 – 2 | Vitesse                                | Stadion: De Geusselt, Maastricht Toeschouwers: 5.500 Scheidsrechter: Hans Reygwart |
| 4 juni 1988 19:30 | Frank Verbeek 4', 45', 52' Hans Vincent 6' Huub Driessen 32' Ed Braken 80' |       | 43' Roberto Klomp 75' Raymond de Vries | Stadion: De Geusselt, Maastricht Toeschouwers: 5.500 Scheidsrechter: Hans Reygwart |
| 4 juni 1988 19:30 |                                                                            |       |                                        | Stadion: De Geusselt, Maastricht Toeschouwers: 5.500 Scheidsrechter: Hans Reygwart |
| 4 juni 1988 19:30 |                                                                            |       |                                        | Stadion: De Geusselt, Maastricht Toeschouwers: 5.500 Scheidsrechter: Hans Reygwart |
|                   |                                                                            |       |                                        |                                                                                    |

## Voetnoten
SC Cambuur ·
Eindhoven ·
Emmen ·
Excelsior ·
Go Ahead Eagles ·
De Graafschap ·
sc Heerenveen ·
Helmond Sport ·
SC Heracles ·
MVV ·
NAC ·
N.E.C. ·
RBC ·
RKC ·
SVV ·
Telstar ·
SC Veendam ·
Vitesse ·
FC Wageningen
Eredivisie

1960 · 1975 · 1987 · 1988
Eerste divisie

1973 · 1974 · 1975 · 1976 · 1977 · 1978 · 1979 · 1980 · 1981 · 1982 · 1983 · 1984 · 1985 · 1986 · 1987 · 1988 · 1989 · 1990 · 1991 · 1992 · 1993 · 1994 · 1995 · 1996 · 1997 · 1998 · 1999 · 2000 · 2001 · 2002 · 2003 · 2004 · 2005

Vanaf 2006 staan alle competities op 1 pagina.

2006 · 2007 · 2008 · 2009 · 2010 · 2011 · 2012 · 2013 · 2014 · 2015 · 2016 · 2017 · 2018 · 2019 · 2020 · 2021 · 2022 · 2023 · 2024